# امیل یلنیک
امیل یلنیک (انگلیسی: Emil Jellinek; ۶ آوریل ۱۸۵۳ – ۲۱ ژانویهٔ ۱۹۱۸) کارآفرین و دیپلمات اهل اتریش بود، که از مؤسسین شرکت دایملر-موتورن می‌باشد.